# 일라이다 일마즈
일라이다 일마즈(튀르키예어: Ilayda Yilmaz, 2010년 3월 17일 ~ )는 튀르키예인 아버지와 한국인 어머니 사이에서 출생한 터키계와 한국계 혼혈인 출신 어린이 배우 겸 모델이다.

## 주요 이력
알레이나 일마즈(한국명 박리나)의 동생이다. 대한민국 국적과 터키 시민권이라는 이중 국적이며 한국 이름은 박라희(朴라희).

## 출연작

### TV 방송
- 2015년 O'live, UMAX 나에게 건배
- 2013년 KBS joy 보이프렌드의 헬로 베이비
- 2014년~2015년 SBS 글로벌 붕어빵
- 2014년 MBC 동물가족 체험기 와일드 패밀리
- 2015년 SBS 해피 투데이
- 2016년 EBS 딩동댕 유치원